# Reizen en lotgevallen van kapitein Hatteras
Reizen en lotgevallen van kapitein Hatteras (Frans: Voyages et aventures du capitaine Hatteras) is een in 1866 verschenen roman van de Franse schrijver Jules Verne.  Het boek is verdeel in twee delen: 'De Engelsen aan de Noordpool' en 'De ijswoestijn'. 

## Verhaal
De roman, die zich afspeelt in 1861, beschrijft de avonturen van een Britse expeditie onder leiding van kapitein John Hatteras naar de Noordpool. Hatteras is ervan overtuigd dat de zee rond de pool niet bevroren is en zijn obsessie is om de plek hoe dan ook te bereiken. Via de Noordwestelijke Doorvaart varen ze het poolgebied in. Tijdens een expeditie op land vindt er muiterij plaats door de bemanning, wat resulteert in de vernietiging van hun schip (de Forward). 
Aan de kust van het eiland fictieve eiland Nieuw Amerika (op de kaart in het boek is het een voortzetting van het huidige Ellesmere-eiland) ontdekt men de overblijfselen van een schip dat werd gebruikt door een expeditie uit de Verenigde Staten, de Porpoise. Dokter Clawbonny stelt voor een huis van ijs te maken. De reizigers overwinteren op het eiland en overleven voornamelijk dankzij de vindingrijkheid van Dokter Clawbonny (die in staat is om vuur te maken met een ijslens, kogels te maken van bevroren kwik en aanvallen van ijsberen af te weren met op afstand bestuurde explosies van zwartkruit).

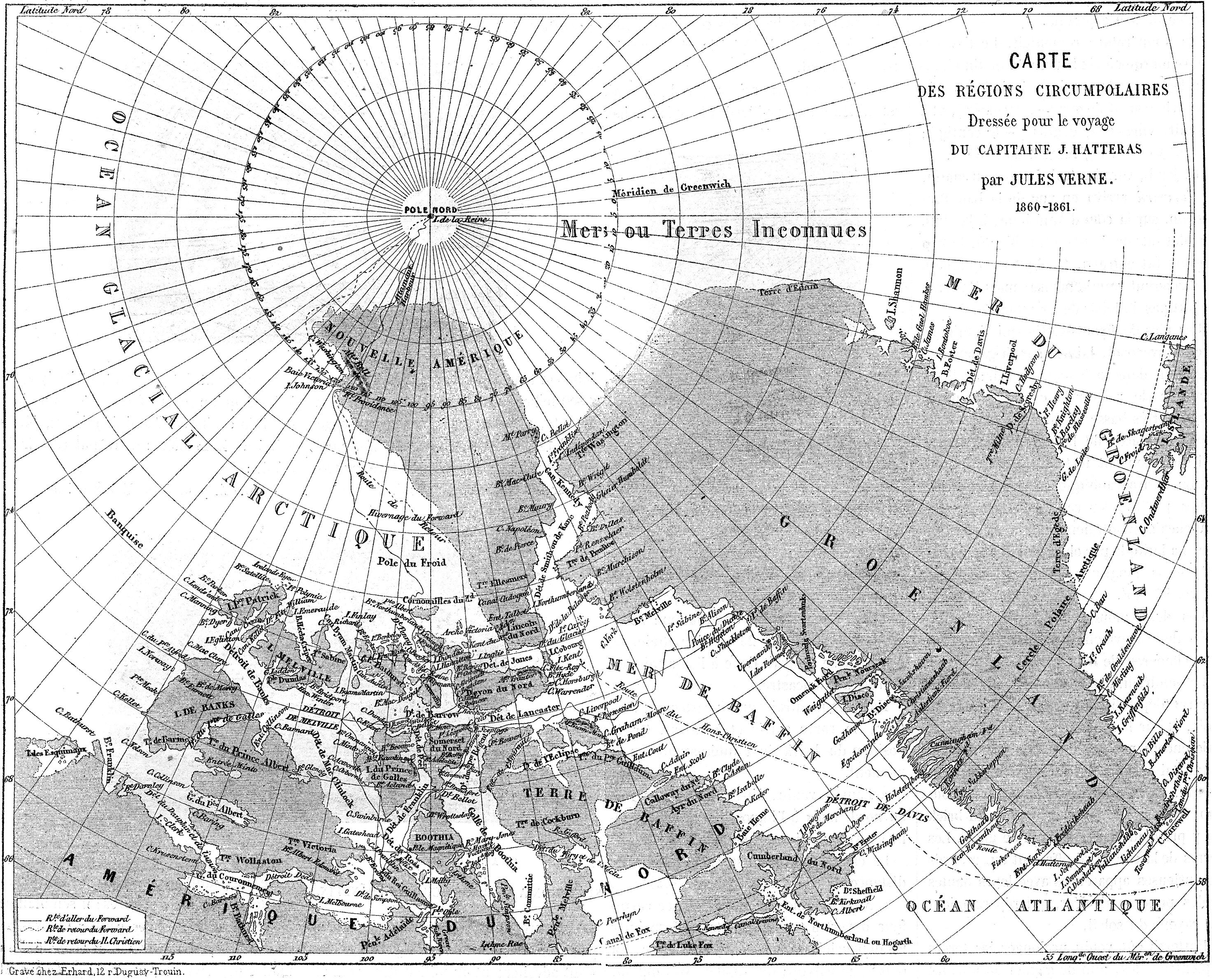
Een kaart van de reis van Kapitein Hatteras. Toen het boek werd geschreven waren de noordelijke delen van Groenland en de Canadese Arctische eilanden nog grotendeels onbekend.

Als de winter voorbij is, is de zee grotendeels ijsvrij. De reizigers bouwen een boot van het scheepswrak en varen richting de pool. Hier ontdekken ze een eiland, een actieve vulkaan, en noemen het naar Hatteras. Met moeite wordt een fjord gevonden en de groep komt aan land. Na drie uur klimmen bereiken ze de monding van de vulkaan. De exacte locatie van de pool is in de krater en Hatteras springt erin. Zoals de reeks oorspronkelijk was geschreven, sterft Hatteras in de krater; Verne's redacteur, Jules Hetzel, stelde voor dat Verne een herschrijving zou doen, zodat Hatteras zou overleven, maar krankzinnig zou worden door de intensiteit van de ervaring, en na terugkeer in Engeland wordt hij in een psychiatrische inrichting geplaatst. Hatteras verliest zijn "ziel" in de grot van de Noordpool en spreekt nooit meer een woord. Hij brengt de rest van zijn dagen door met wandelen door de straten rond de inrichting met zijn trouwe hond Duke. Hoewel hij stom en doof is voor de wereld, zijn Hatteras' wandelingen niet zonder richting. Zoals de laatste regel aangeeft: "Kapitein Hatteras marcheert voor altijd noordwaarts".